# ماریا زامبرانو
 ماریا زامبرانو (انگلیسی: María Zambrano؛ ۲۲ آوریل ۱۹۰۴ – ۶ فوریهٔ ۱۹۹۱) یک فیلسوف اهل اسپانیا بود.
وی همچنین برنده جوایزی همچون جایزه سروانتس شده است.